# Lliga de Dhaka de futbol
La Lliga de Dhaka de futbol és una competició futbolística de Bangladesh disputada a la capital Dhaka. Abans de l'aparició de la Lliga bengalí de futbol, la lliga de Dhaka fou la competició futbolística més important del país.

## Història

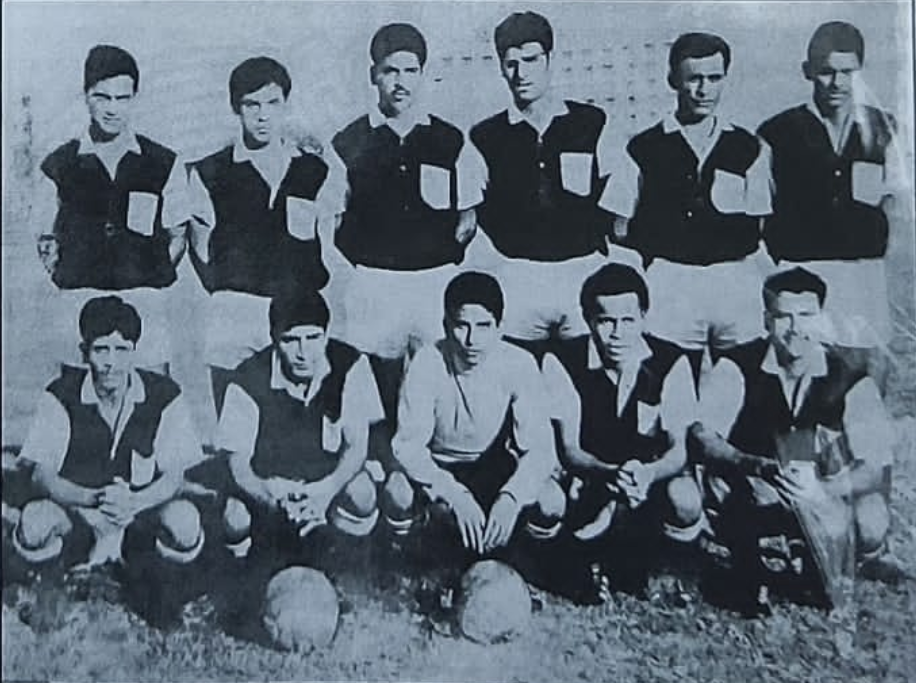
Mohammedan SC és el club amb millor palmarès del campionat.

Tot i que la Lliga de Futbol de Dhaka fou inicialment formada el 1915, no fou fins 1948, un any més tard de la partició de l'Índia, que la lliga de Dhaka fou reconeguda, organitzada per l'Associació Esportiva de Dhaka, formant part de la província de Bengala Oriental.
La lliga no es disputà l'any 1971, a causa de la Guerra d'Alliberament de Bangladesh. Després de la independència alguns clubs van haver de canviar de nom com EPIDC (East Pakistan Industrial Development Corporation) a BJMC (Bangladesh Jute Mills Corporation) o East Pakistan Government Press a Bangladesh Government Press. El 15 de juliol de 1972 es fundà la Federació de Futbol de Bangladesh i es reprengué la lliga.
L'any 1993 es convertí en Dhaka Premier Division Football League i el 2007, amb la creació de la B-League, esdevingué Dhaka Senior Division Football League (en bengalí ঢাকা সিনিয়র ডিভিশন ফুটবল লিগ), passant a convertir-se en el segon nivell de les lligues de futbol de Bangladesh i el tercer nivell des de 2012. Fins al 2006, fou la màxima competició de lliga del país.

## Historial
Font:
- 1948:  Victoria SC (1)
- 1949:  EP Gymkhana (1)
- 1950:  Dhaka Wanderers (1)
- 1951:  Dhaka Wanderers (2)
- 1952:  Bengal Gov. Press (1)
- 1953:  Dhaka Wanderers (3)
- 1954:  Dhaka Wanderers (4)
- 1955:  Dhaka Wanderers (5)
- 1956:  Dhaka Wanderers (6)
- 1957:  Mohammedan SC (1)
- 1958:  Azad Sporting Club (1)
- 1959:  Mohammedan SC (2)
- 1960:  Dhaka Wanderers (7)
- 1961:  Mohammedan SC (3)
- 1962:  Victoria SC (2)
- 1963:  Mohammedan SC (4)
- 1964:  Victoria SC (3)
- 1965:  Mohammedan SC (5)
- 1966:  Mohammedan SC (6)
- 1967:  East Pakistan IDC (1)
- 1968:  East Pakistan IDC (2)
- 1969:  Mohammedan SC (7)
- 1970:  East Pakistan IDC (3)
- 1971: No es disputà [a]
- 1972: No finalitzà
- 1973:  BJMC (4)
- 1974:  Abahani CK (1)
- 1975:  Mohammedan SC (8)
- 1976:  Mohammedan SC (9)
- 1977:  Abahani CK (2)
- 1978:  Mohammedan SC (10)
- 1979:  BJMC (5)
- 1980:  Mohammedan SC (11)
- 1981:  Abahani CK (3)
- 1982:  Mohammedan SC (12)
- 1983:  Abahani CK (4) [b]
- 1984:  Abahani CK (5)
- 1985:  Abahani CK (6) [c]
- 1986:  Mohammedan SC (13)
- 1987:  Mohammedan SC (14)
- 1988-89:  Mohammedan SC (15)
- 1989-90:  Abahani Ltd. (7)
- 1990-91: No es disputà
- 1991-92:  Abahani Ltd. (8)
- 1993:  Mohammedan SC (16) [d]
- 1994:  Abahani Ltd. (9)
- 1995:  Abahani Ltd. (10)
- 1996:  Mohammedan SC (17)
- 1997-98:  Muktijoddha SKC (1)
- 1998: No es disputà
- 1999:  Mohammedan SC (18)
- 2000:  Muktijoddha SKC (2)
- 2001:  Abahani Ltd. (11)
- 2002:  Mohammedan SC (19)
- 2003-04:  Brothers Union (1)
- 2004-05:  Brothers Union (2)
- 2005-06: No es disputà
- 2006-07: No es disputà

L'any 2007 es creà la Lliga de Bangladesh. La Dhaka Premier Division League s'uní amb la Dhaka First Division Football League i passà a ser segona divisió nacional, adoptant el nom Dhaka Senior Division League. Més tard, el 2012, s'introduí la Segona Divisió de Bangladesh, i la Lliga de Dhaka passà a ser la tercera categoria nacional.